# هيديوكي أوميزو
هيدِيوكي أوميزو (梅津秀行 أوميزو هيدِيوكي) هو ممثل ياباني ولد في 24 يوليو 1955 في آيتشي.

## أدواره في الأنمي

### مسلسلات أنمي تلفزيونية
- البدلة المتنقلة جاندام 00 - إيان فاستي
- تسوباسا كرونيكل - ابن زعيم القرية
- خيميائي الفولاذ: فل ميتال ألكيميست - باري القاطع/رقم 66
- باندورا هارتس - أوسكار فيساليوس
- إل كازادور - فيرناندو
- سلام دانك - شوقي
- جانباريد مارتش - تاكايوكي سيتوغوتشي
- بلد+ - كولينز
- دي جرايمان - توكتار
- ديث نوت - آرمونيا جاستن بيوندلميسون
- أرشيف دانتاليان - اللورد موسكين
- بوكيمون إكس/واي - تشابمان
- غينتاما - غينباتشيزايمون بيير إيشيدا
- ناروتو شيبودن - الميزوكاجي الثاني
- بطولات أرسلان - كاريكالا الثاني

### أوفا أنمي
- البدلة المتنقلة جاندام يونيكورن - هيل

### أفلام أنمي
- سلسلة أفلام بريك بليد
  - بريك بليد: الفصل الأول «وقت النهوض» - إيليكت
  - بريك بليد: الفصل الثاني «مفترق الطرق» - إيليكت
  - بريك بليد: الفصل الثالث «جرح سيف القاتل» - إيليكت
  - بريك بليد: الفصل الرابع «أرض الكارثة» - إيليكت
  - بريك بليد: الفصل السادس «حصن الحزن» - إيليكت
- فيلم البدلة المتنقلة جاندام 00: آ ويكينينغ أوف ذا تريلبليزر - إيان فاستي
- فيلم خيميائي الفولاذ: نجم ميلوس المقدس - بيتر سويوز

## أدواره في ألعاب الفيديو
- ناروتو شيبودن: ألتيميت نينجا ستورم ريفولوشن - الميزوكاجي الثاني
- ناروتو شيبودن: ألتيميت نينجا ستورم 4 - الميزوكاجي الثاني
- أرسلان: ذا واريورز أوف ليجند - كاريكالا الثاني
- ميجا مان 11 - دكتور وايلي

## أدواره في الدبلجة اليابانية
- سلسلة أفلام هاري بوتر
  - هاري بوتر وحجرة الأسرار - آرثر ويزلي
  - هاري بوتر وسجين أزكابان - آرثر ويزلي
  - هاري بوتر وكأس النار - آرثر ويزلي
  - هاري بوتر وجماعة العنقاء - آرثر ويزلي
  - هاري بوتر والأمير الهجين - آرثر ويزلي
  - هاري بوتر ومقدسات الموت – الجزء 1 - آرثر ويزلي
- الضاحكون - بينكي
- بينكي و برين - بينكي
- داك المراوغ - دكتور آي كيو، السيد نيبرلي
- الأسد الملك II: عهد سمبا - زازو
- الأسد الملك 3: هاكونا ماتاتا - زازو
- خيال رخيص - بادي هولي
- المتحولون: عصر الانقراض - جوشوا جويس

## وصلات خارجية
- هيديوكي أوميزو على موقع IMDb (الإنجليزية)
- هيديوكي أوميزو على موقع ألو سيني (الفرنسية)
- هيديوكي أوميزو على موقع ميوزك برينز (الإنجليزية)
- هيديوكي أوميزو على موقع قاعدة بيانات الفيلم (الإنجليزية)
- هيديوكي أوميزو على موقع كينوبويسك (الروسية)
- هيديوكي أوميزو على موقع ANN person (الإنجليزية)